# Neuberg an der Mürz
Neuberg an der Mürz ist eine Marktgemeinde mit 2249 Einwohnern (Stand 1. Jänner 2025) im politischen Bezirk Bruck-Mürzzuschlag bzw. im Gerichtsbezirk Mürzzuschlag der Steiermark.
Mit 1. Jänner 2015 wurde im Rahmen der steiermärkischen Gemeindestrukturreform mit den Gemeinden Altenberg an der Rax, Kapellen, Mürzsteg, und Neuberg die Marktgemeinde Neuberg an der Mürz gebildet.

## Geographie

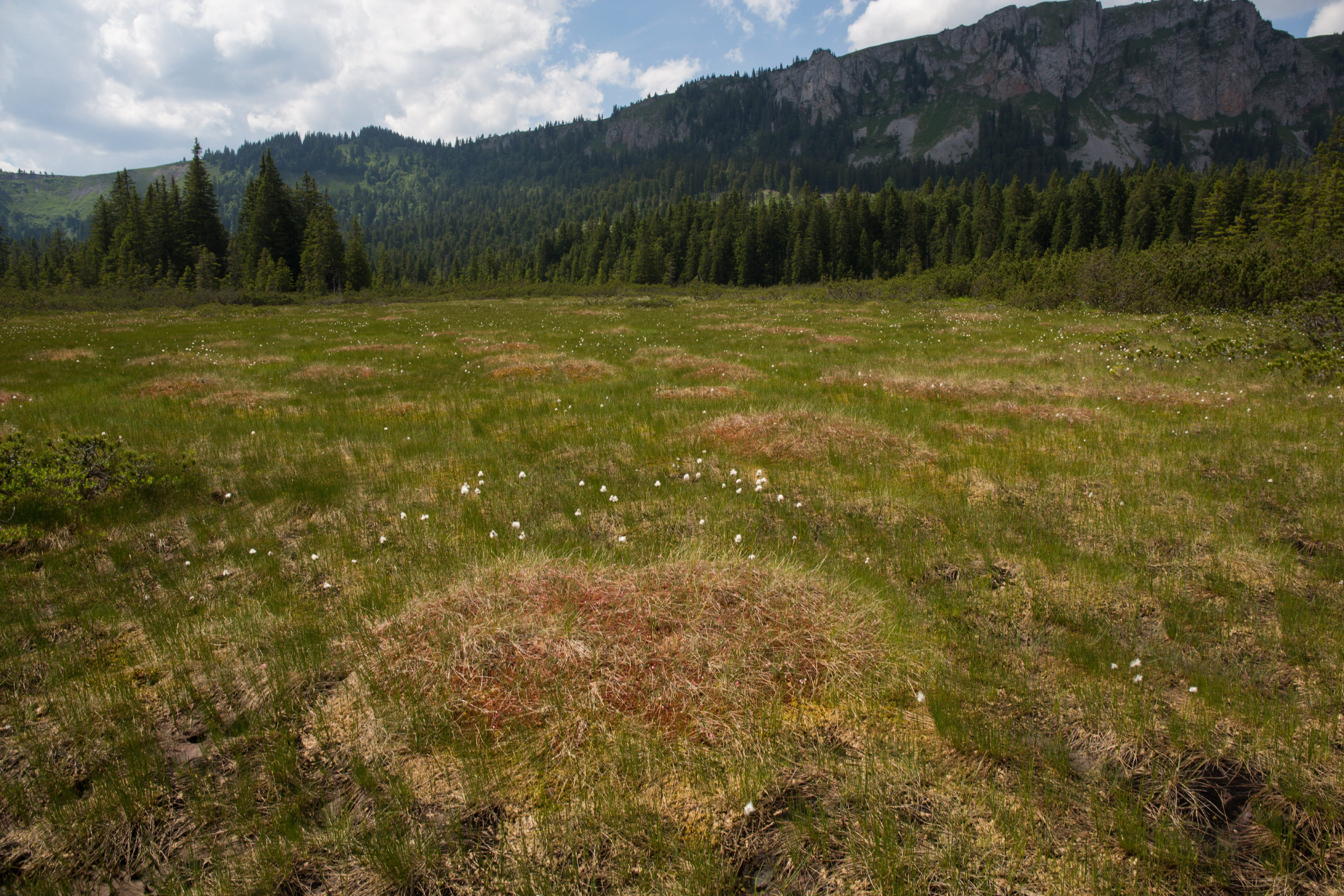
Naßköhr, bedeutendes Feuchtgebiet an der Schneealpe

Neuberg liegt im Oberen Mürztal und am Fuß der Schneealpe nordwestlich von Mürzzuschlag.

### Gemeindegliederung
Mit 1. Jänner 2015 kamen die vordem selbständigen Gemeinden Altenberg an der Rax, Kapellen und Mürzsteg als Katastralgemeinden zu Neuberg hinzu. Seither werden diese als Ortsteile der Gemeinde geführt.
Die Gemeinde besteht seither aus sechs Katastralgemeinden (Fläche Stand 31. Dezember 2023):
- Altenberg (5.767,15 ha)
- Frein an der Mürz (2.431,61 ha)
- Kapellen (4.463,6 ha)
- Krampen (3.103,07 ha)
- Mürzsteg (8.431,75 ha)
- Neuberg (3.289,87 ha)

Das Gemeindegebiet umfasst 22 Ortschaften (Einwohner Stand 1. Jänner 2025):
- Alpl (482)
- Altenberg (259)
- Arzbach (65)
- Dobrein (71)
- Dorf (237, Hauptort)
- Dürrenthal (10)
- Frein an der Mürz (35)
- Greith (28)
- Kaltenbach (2)
- Kapellen (410)
- Krampen (102)
- Lanau (42)
- Lechen (66)
- Mürzsteg (118)
- Neudörfl (74)
- Niederalpl (12)
- Raxen (46)
- Scheiterboden (34)
- Steinalpl (5)
- Stojen (132)
- Tebrin (4)
- Veitschbach (15)

Zählsprengel sind Alpl-Dorf und Alpl-Dorf-Umgebung für Neuberg (mit Krampen), Altenberg an der Rax, Kapellen und Mürzsteg (mit Frein).

### Nachbargemeinden
Die Gemeinde hat neun Nachbargemeinden, drei in Niederösterreich und sechs im Bezirk Bruck-Mürzzuschlag.
| Mariazell              | St. Ägyd am Neuwalde (Bez. Lilienfeld, NÖ)  | Schwarzau im Gebirge (Bez. Neunkirchen, NÖ) |
|                        | Kompassrose, die auf Nachbargemeinden zeigt | Reichenau an der Rax (Bez. Neunkirchen, NÖ) |
| St. Barbara im Mürztal | Krieglach Langenwang                        | Spital am SemmeringMürzzuschlag             |

### Klima

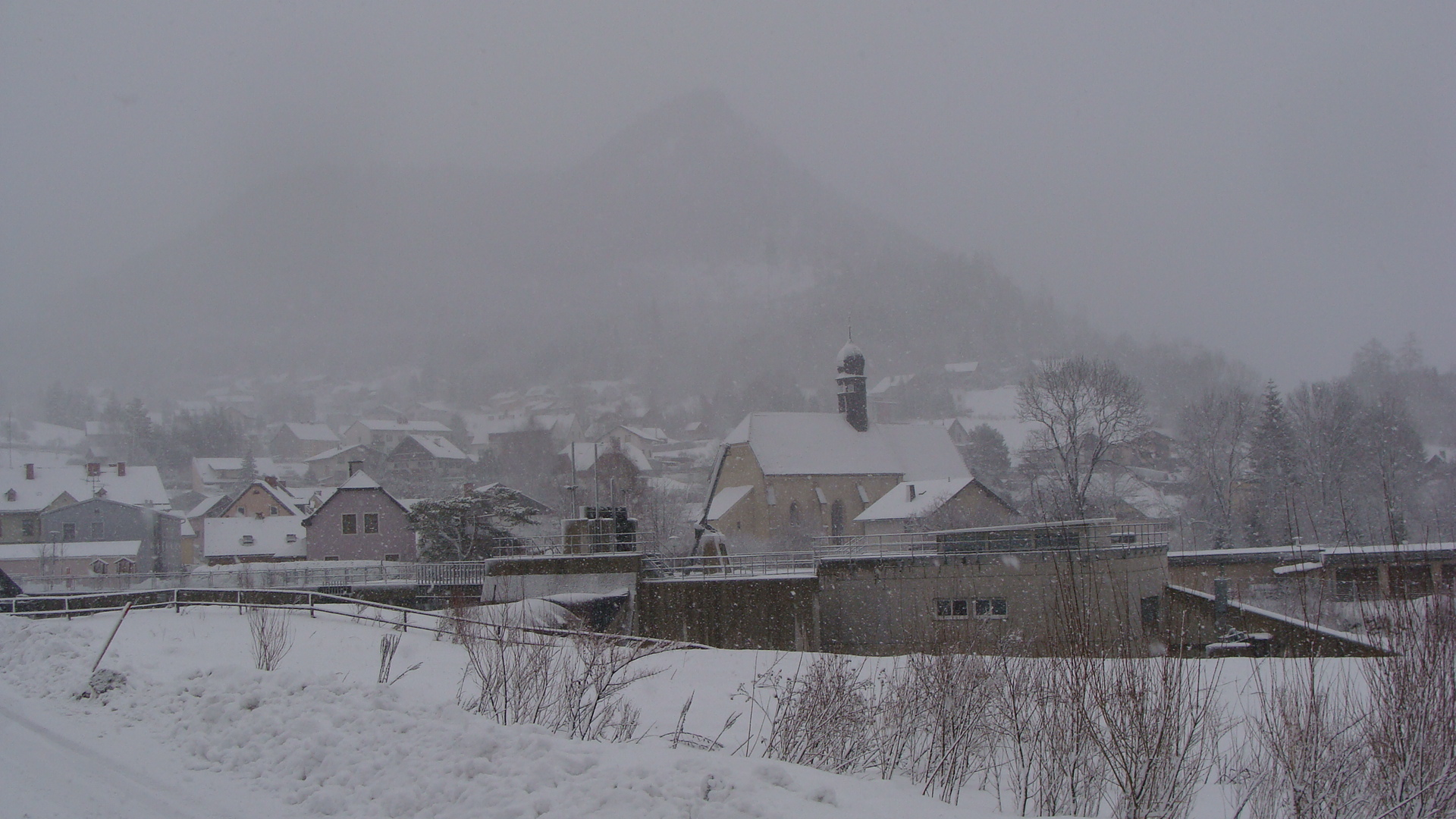
Winterstimmung in Neuberg (Jänner 2012)

|                        | Jan  | Feb  | Mär  | Apr  | Mai   | Jun   | Jul   | Aug   | Sep  | Okt  | Nov  | Dez  |   |      |
| Mittl. Temperatur (°C) | −4,3 | −2,7 | 1,0  | 5,5  | 10,3  | 13,4  | 15,2  | 15,0  | 11,8 | 7,1  | 1,1  | −2,8 | ⌀ | 5,9  |
| Mittl. Tagesmax. (°C)  | −1,6 | 0,3  | 4,8  | 10,0 | 14,9  | 17,9  | 20,0  | 19,7  | 16,1 | 10,8 | 4,0  | −0,2 | ⌀ | 9,8  |
| Mittl. Tagesmin. (°C)  | −7,0 | −5,7 | −2,8 | 1,0  | 5,7   | 8,8   | 10,6  | 10,4  | 7,6  | 3,3  | −1,7 | −5,4 | ⌀ | 2,1  |
|                        |      |      |      |      |       |       |       |       |      |      |      |      |   |      |
| Niederschlag (mm)      | 54,0 | 57,0 | 64,0 | 76,0 | 100,0 | 127,0 | 128,0 | 119,0 | 82,0 | 67,0 | 75,0 | 64,0 | Σ | 1013 |
|                        |      |      |      |      |       |       |       |       |      |      |      |      |   |      |
| Regentage (d)          | 14   | 13   | 14   | 14   | 16    | 17    | 16    | 15    | 12   | 11   | 14   | 14   | Σ | 170  |

| −7,0 |

| −5,7 |

| −2,8 |

| 1,0 |

| 5,7 |

| 8,8 |

| 10,6 |

| 10,4 |

| 7,6 |

| 3,3 |

| −1,7 |

| −5,4 |

| −7,0 |

| −5,7 |

| −2,8 |

| 1,0 |

| 5,7 |

| 8,8 |

| 10,6 |

| 10,4 |

| 7,6 |

| 3,3 |

| −1,7 |

| −5,4 |

## Geschichte

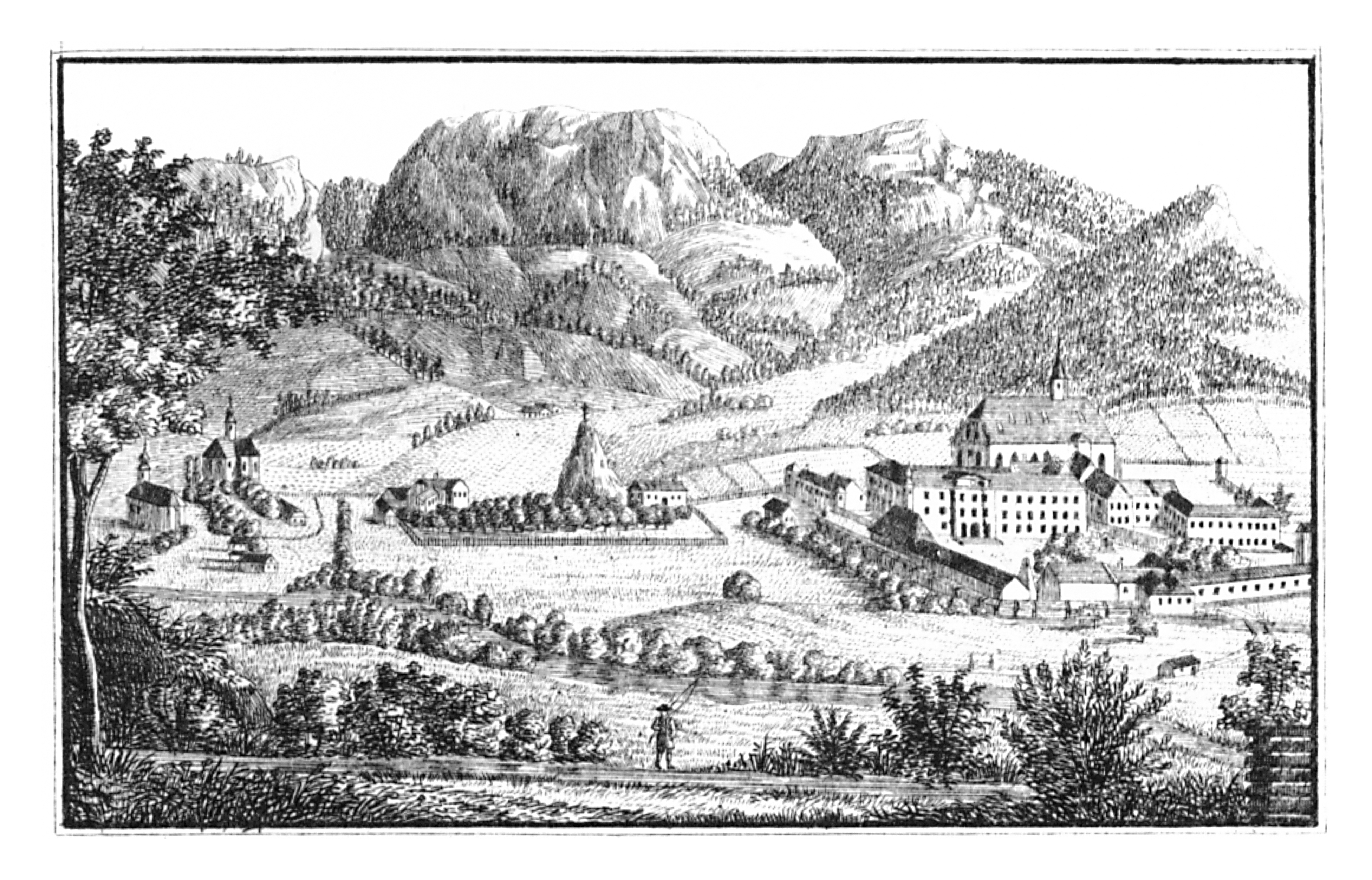
Neuberg um 1830

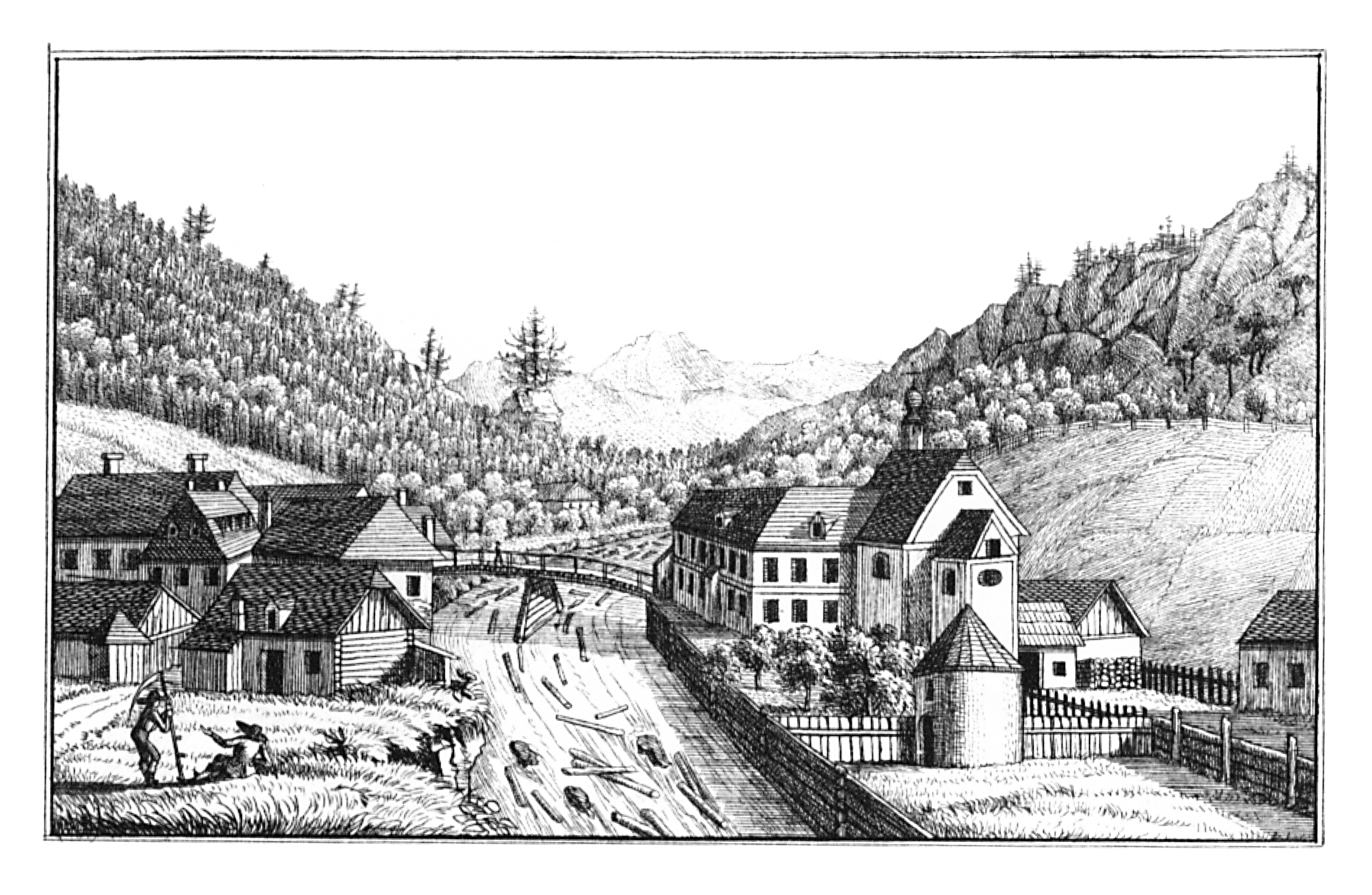
Mürzsteg um 1830

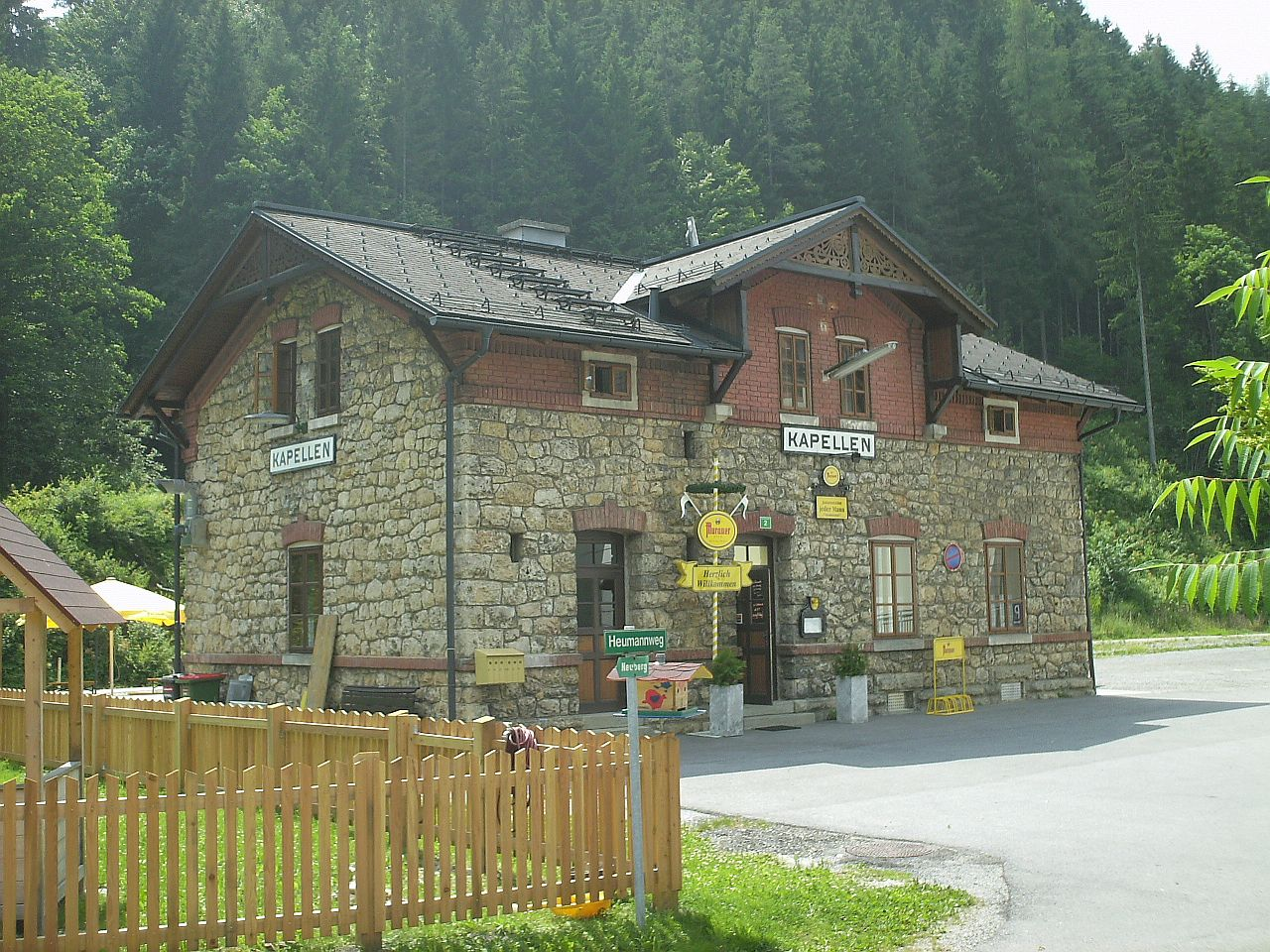
Ehemaliger Bahnhof Kapellen der Mürzzuschlag-Neuberger Bahn (2012)

1327 wurde hier von Herzog Otto dem Fröhlichen eine Zisterzienserabtei (Stift Neuberg an der Mürz) gegründet, welche von Joseph II. 1786 aufgehoben wurde. Sie hat als einzige Abtei überwiegend ihren mittelalterlichen Charakter behalten. 1379 wurde in Neuberg der Neuberger Teilungsvertrag unterschrieben. Dieses Rechtswerk regelte die Aufteilung der habsburgischen Erblande und diente als Vorlage für spätere Teilungsverträge.
Zum alten Dekanat Neuberg gehörten bis in das 19. Jahrhundert Neuberg, Mürzzuschlag, Langenwang und Krieglach, mit Pflegstellen in Kapellen und Mürzsteg. Die Verwaltung wanderte nach Aufhebung des Stifts sukzessive nach Spital am Semmering (seit der Reform 1973 gibt es nurmehr eines für das ganze Mürztal).
Das 19. Jahrhundert war die Blütezeit der bedeutenden Eisen- und Stahlindustrie um Altenberg und Neuberg, die als Kleineisenindustrie von alters her vom Stift betrieben worden war. Sie war mit der Säkularisation an den k. k. steiermärkischen Religionsfonds gekommen, aber schon 1800 an den k. k. Montan-Aerar. 1869 wurde der Eisenbergbau privatisiert und von der Neuberg-Mariazeller Gewerkschaft, dann der Alpine Montan-A.-G. geführt. In der Zeit der Stahlwerke gingen einige Innovationen von Neuberg aus; hier wurde auch für die k.k. Rüstungsindustrie produziert. In Arzbach betrieb die Veitscher Magnesitwerke einen kleineren Abbau.
Als nach der Revolution von 1848 die kaiserliche Familie nicht mehr im Wienerwald jagen durfte, wurden die weitläufigen Wälder um Neuberg, die sich alle in Staatsbesitz befanden und befinden, als neues Revier für den jagdbegeisterten Monarchen auserkoren. Kaiser Franz Joseph mietete sich 1852 in das profanierte Stift ein und errichtete 1870 ein eigenes Jagdschloss in der Nachbargemeinde Mürzsteg. So war Neuberg für mehrere Tage jährlich Residenzstadt und Schauplatz vieler illustrer Jagden mit prominenten Gästen wie z. B. dem russischen Zaren.
Die vormaligen Steuergemeinden Neuberg und Krampen wurden mit Schaffung der Ortsgemeinden 1848/49 eine eigenständige politische Gemeinde. Sie gehörte bis 1902 zum Bezirk Bruck an der Mur, bis 2013 zum Bezirk Mürzzuschlag.
Nach den Weltkriegen geriet die gesamte obersteirische Montanindustrie in die Krise. Neuberg, inmitten der Wiener Hausberge gelegen, wurde primär zur Tourismusgemeinde. 1876 wurde die Mürzzuschlag-Neuberger Bahn bis hierher erbaut, die aber 1996/2000 eingestellt wurde.
In den späten 1960er bis Mitte der 1970er Jahre wurde Neuberg Erholungsort und Jagdrevier für den deutschen Kaufhauskönig H. Horten und seine Ehefrau, die sich mit großem finanziellen Engagement (Orgelrenovation, Kindergartenneubau) bedankten.

### Bevölkerungsentwicklung
Die Einwohnerzahl erreichte in der damaligen Gemeinde um 1890 ihren Höhepunkt mit über 6000 Einwohnern und sank bis 2021 auf unter 3000. Neuberg ist heute eine Abwanderungsregion mit immer weniger Arbeitsplätzen und einem steigenden Durchschnittsalter.
Im November 2024 wurde ein seit Jahren verbotenes Hakenkreuz auf der linken Seite des sich drehenden Wetterhahns am Dachreiterspitz des Stifts publik. Das NS-Symbol dürfte bei einer Dachrenovierung in den 1930er Jahren eingearbeitet worden sein, es kursieren Gerüchte über damals beteiligte Personen.

## Kultur und Sehenswürdigkeiten
- Katholische Pfarrkirche Neuberg an der Mürz Mariä Himmelfahrt, ehemalige Stiftskirche
- Ehemaliges Stift Neuberg
- Grünangerkirche, ehemalige Pfarrkirche bis zur Auflassung des Stiftes
- Jagdschloss Mürzsteg
- Katholische Pfarrkirche Kapellen an der Mürz hl. Margaretha
- Katholische Pfarrkirche Mürzsteg Schmerzhafte Gottesmutter

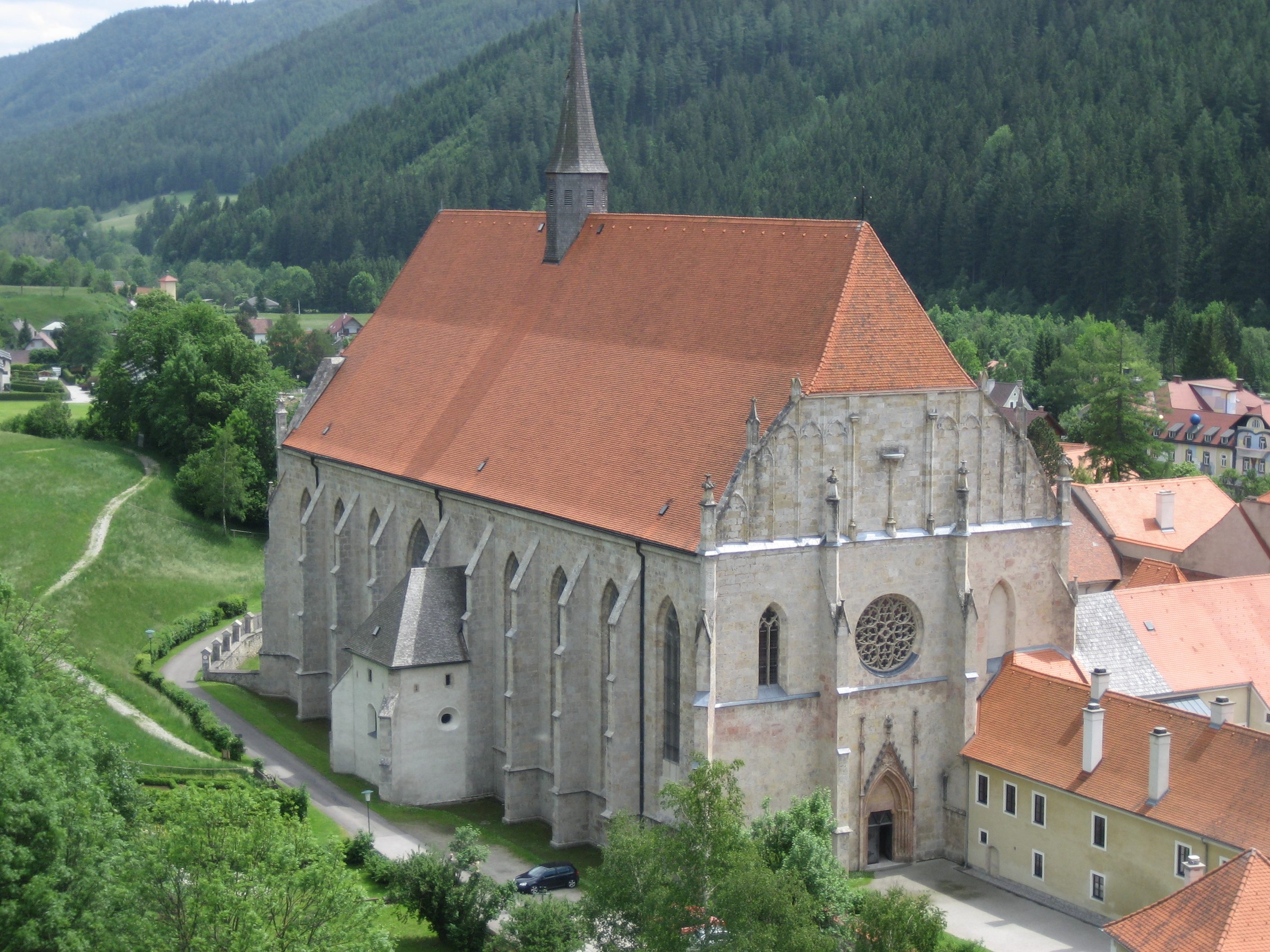
Pfarrkirche Neuberg an der Mürz
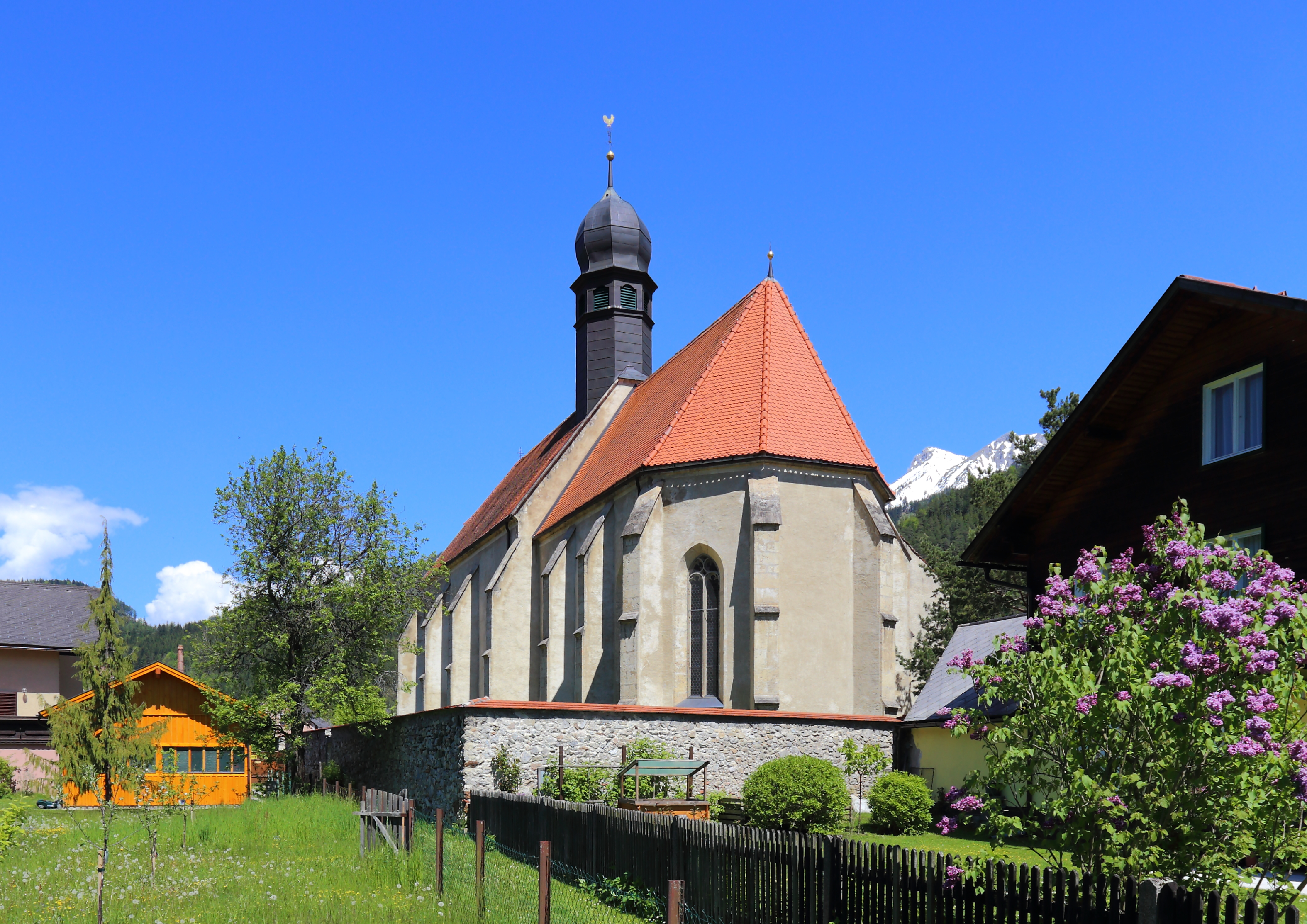
Grünangerkirche Neuberg
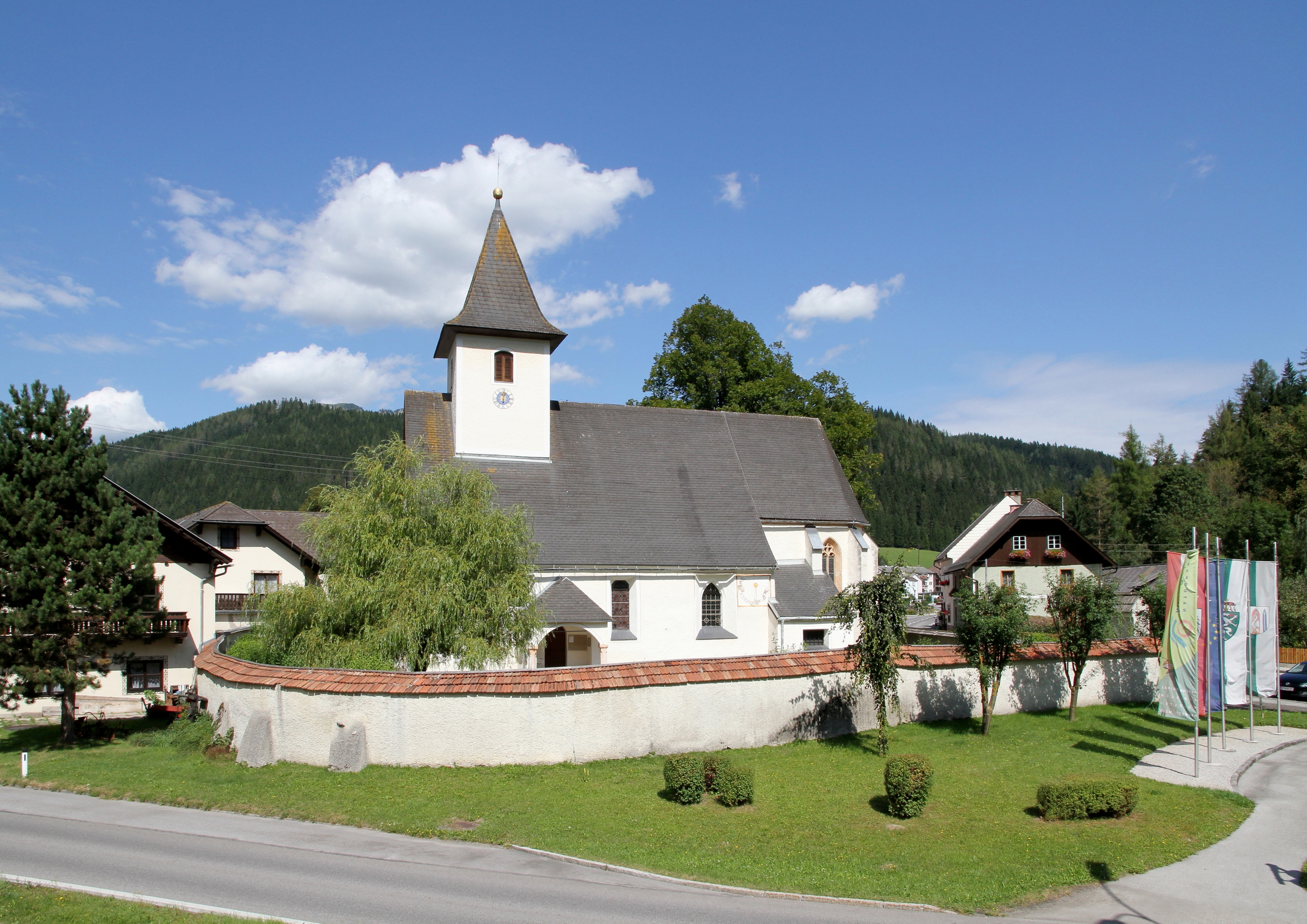
Pfarrkirche Kapellen an der Mürz
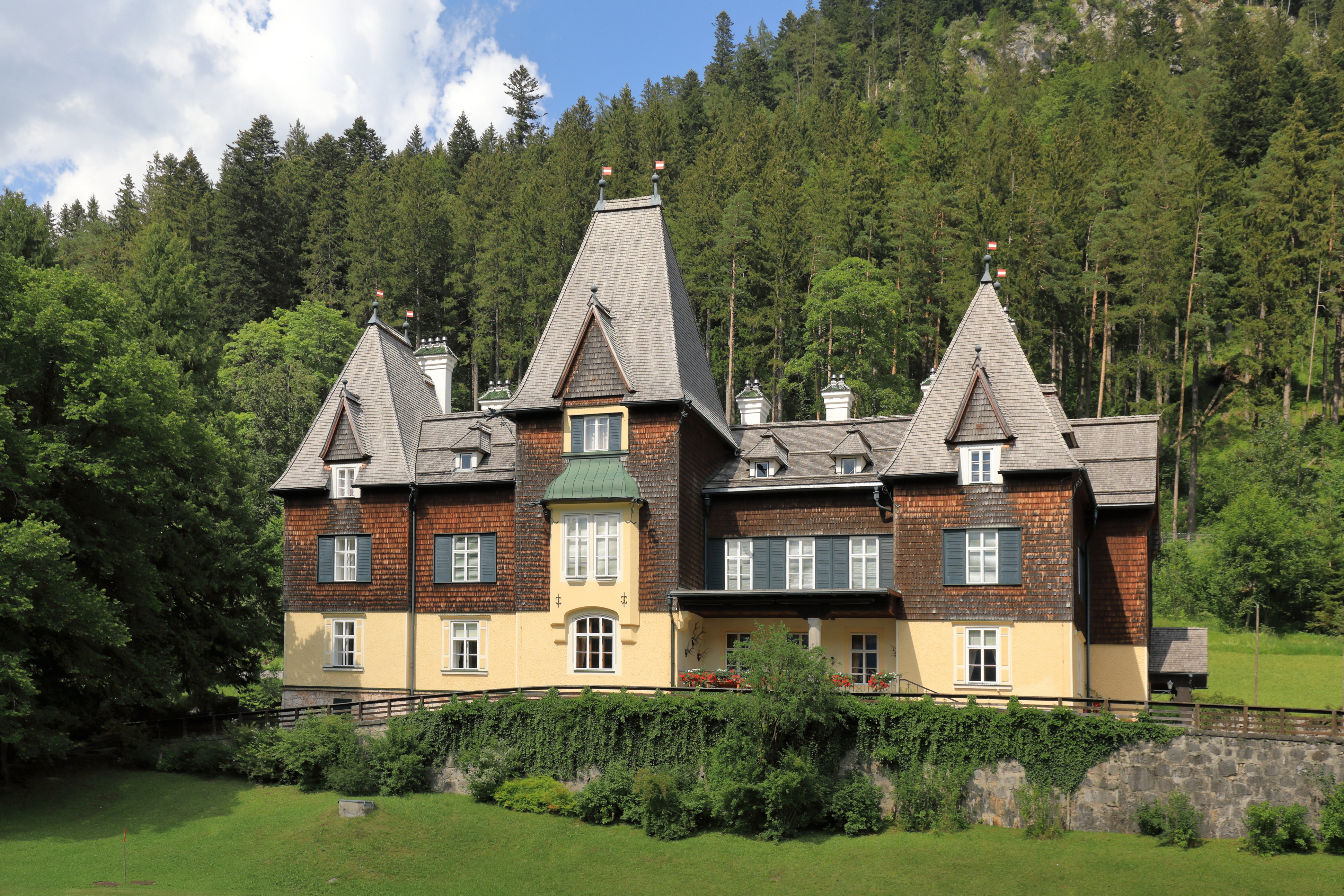
Jagdschloss Mürzsteg
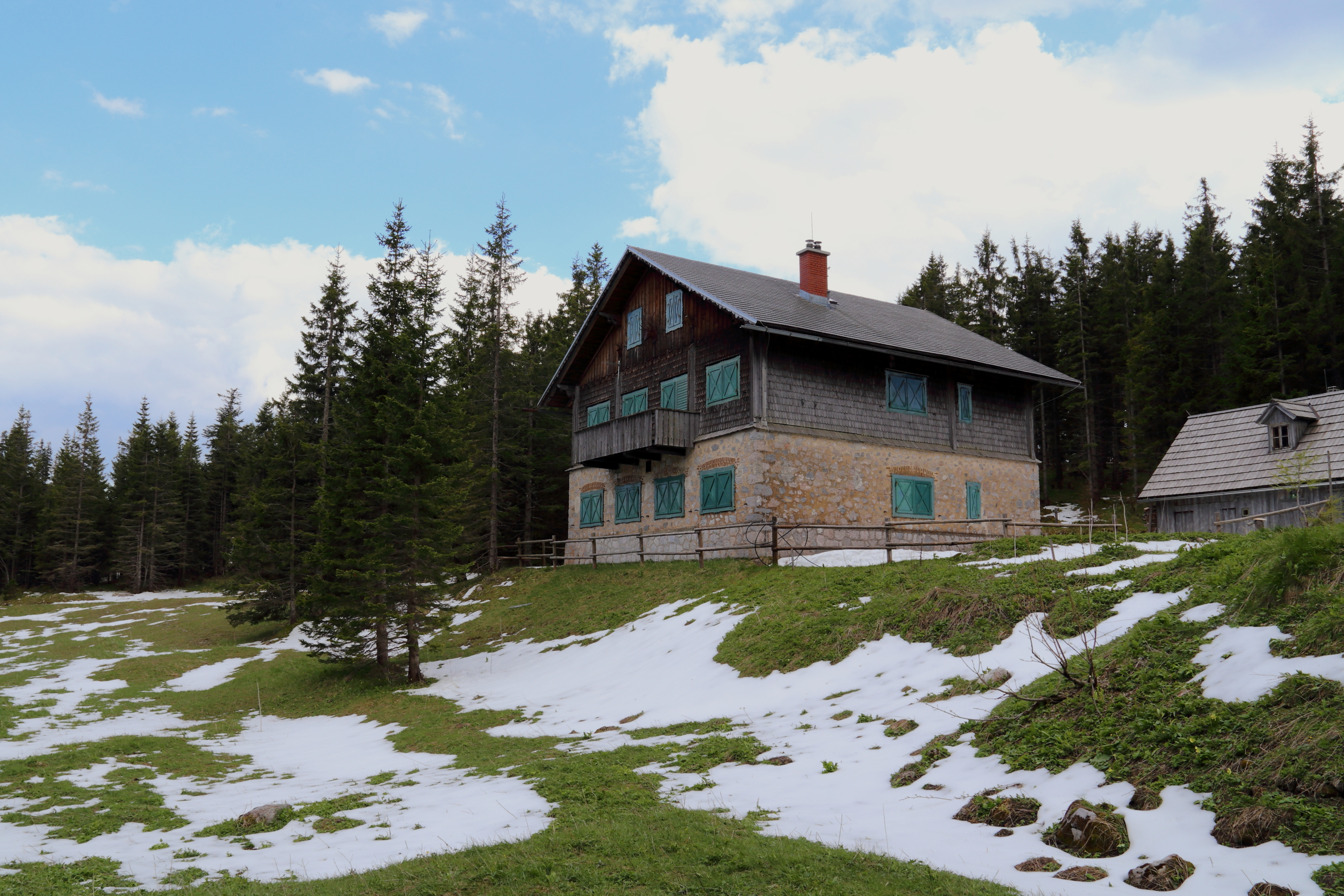
Kaiserliches Jagdhaus Eisernes Törl auf der Schneealpe

Natur
- Moore am Naßköhr (Ramsar-Schutzgebiet)

Veranstaltungen
- Neuberger Kulturtage (Konzerte)[10]

## Wirtschaft und Infrastruktur

### Tourismus

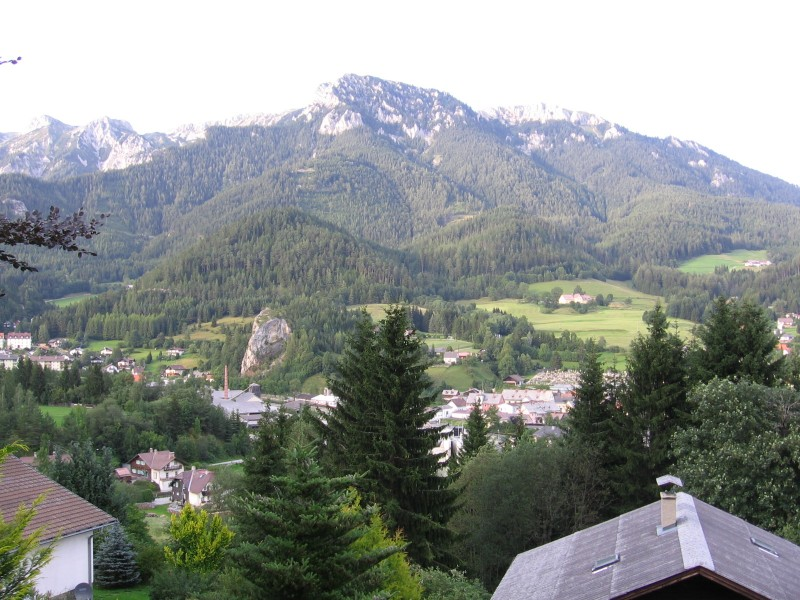
Blick vom Ort Richtung Schneealpe

Neuberg ist heute die wichtigste Naturparkgemeinde im Mürzer Oberland. Es gibt sportliche wie kulturelle Möglichkeiten der Freizeitgestaltung. Am Fuße der Schneealm gelegen bietet Neuberg ausgedehnte Wälder und leicht zu erwandernde Berge bis in eine Höhe von über 2000 Metern. Es gibt Möglichkeiten zum Radfahren, Fischen, Tennisspielen oder Reiten, und vielfältigen Wintersport.
Am Niederalpl stehen im Winter ein Sessellift und drei Schlepplifte zur Verfügung, in Veitschbach eine Naturrodelbahn. Altenberg ist ein ruhiges Erholungsdorf mit besonderem Ortsbild und einigen Lehrpfaden. Auf der Schneealm ist ein Para- und Hängegleiter-Club angesiedelt. Bekannt ist die Region auch für Jagdmöglichkeiten (Rehwild, Hochwild, Gamswild, Schwarzwild, Auerwild).
Durch die Ortschaft Krampen verläuft der Nordalpenweg, dieser ist wiederum Teil des Europäischen Fernwanderwegs E4.

### Verkehr
- Straße: Durch den Gemeinde führt die B23 Lahnsattelstraße, die Straße von Mürzzuschlag durch das obere Mürztal und weiter über den Lahnsattel zur B21, die das Mariazellerland mit dem Traisental verbindet. In Kapellen zweigt nach Osten die L103/L135 Preinergscheidstraße ab, die hinüber in das mittlere Schwarztal bei Reichenau an der Rax führt. Nach Westen geht in Mürzsteg die L113 Niederalplstraße zur B20 (St. Pölten – Mariazell – Seeberg – Kapfenberg).
- Fahrrad: Die ehemalige Bahntrasse der Bahnstrecke Mürzzuschlag-Neuberg wurde 2009 vom Land erworben, und 2011 als Radweg freigegeben.[12]

## Politik

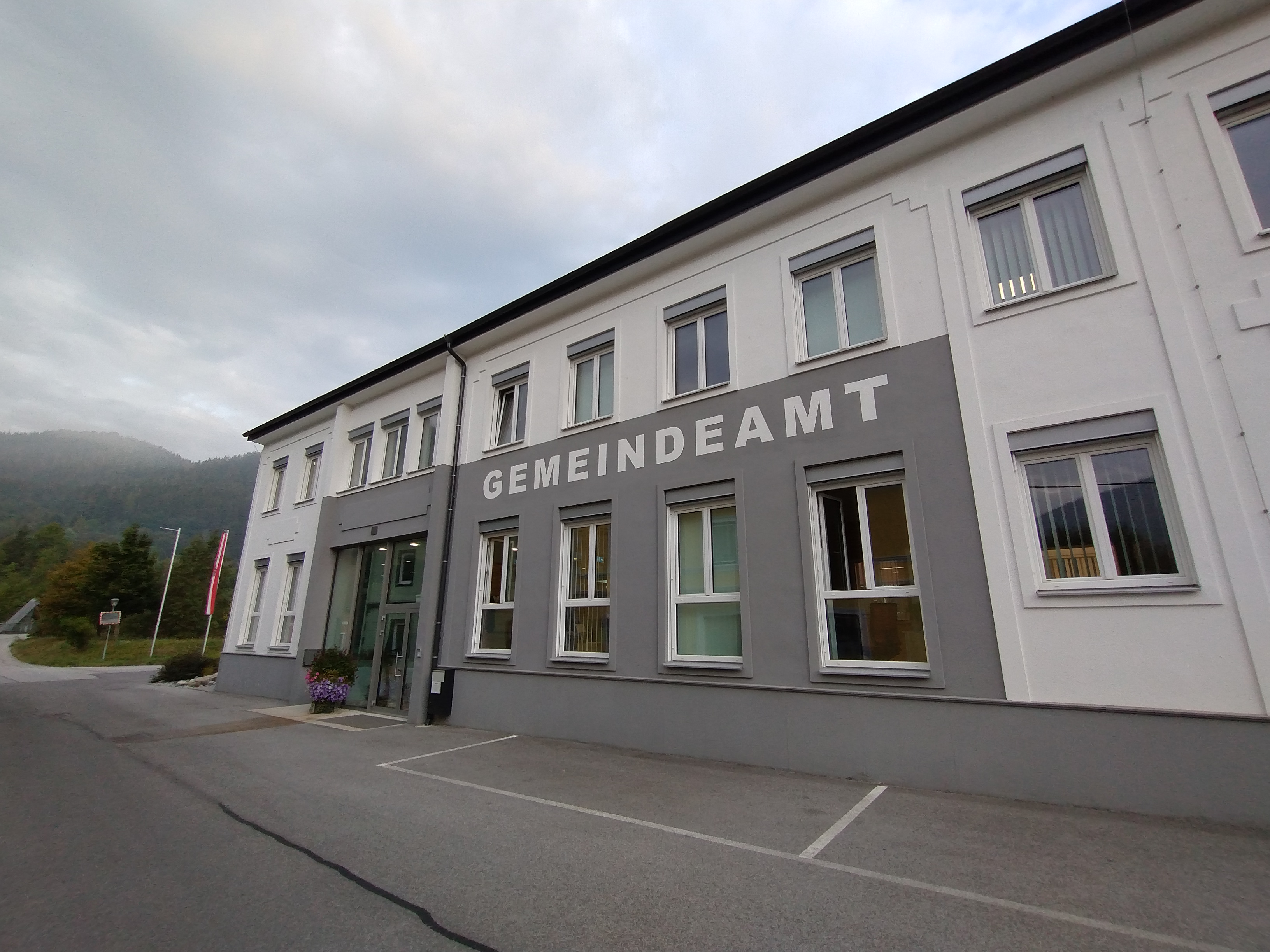
Gemeindeamt von Neuberg an der Mürz im Jahr 2023

### Gemeinderat
Der Gemeinderat hat 15 Mitglieder.
- Nach den Gemeinderatswahlen in der Steiermark 2000 hatte der Gemeinderat folgende Verteilung: 9 SPÖ, 4 ÖVP und 2 FPÖ.
- Nach den Gemeinderatswahlen in der Steiermark 2005 hatte der Gemeinderat folgende Verteilung: 8 SPÖ, 6 ÖVP und 1 FPÖ.[13]
- Nach den Gemeinderatswahlen in der Steiermark 2010 hatte der Gemeinderat folgende Verteilung: 7 SPÖ, 6 ÖVP und 2 FPÖ.[14]
- Nach den Gemeinderatswahlen in der Steiermark 2015 hatte der Gemeinderat folgende Verteilung: 7 ÖVP, 5 SPÖ und 3 FPÖ.[15]
- Nach den Gemeinderatswahlen in der Steiermark 2020 hat der Gemeinderat folgende Verteilung: 9 ÖVP, 4 SPÖ und 2 FPÖ.[16]
- Nach den Gemeinderatswahlen in der Steiermark 2025 hat der Gemeinderat folgende Verteilung: 8 ÖVP, 4 FPÖ und 3 SPÖ.[17]

### Bürgermeister
- bis 2005 Franz Pollross (SPÖ)
- 2005–2010 Albert Felser (SPÖ)
- seit 2010 Peter Tautscher (ÖVP)

### Wappen

Wappen der Vorgängergemeinden
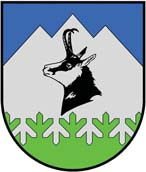
Altenberg
Kapellen
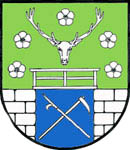
Mürzsteg

Alle Vorgängergemeinden hatten ein Gemeindewappen. Mit der Fusion der Gemeinden verloren diese Wappen ihre offizielle Gültigkeit.
|  | Blasonierung (Wappenbeschreibung): „In goldenem Schild eine blaue, bis an den oberen Schildrand reichende Spitze, darin ein goldenes, mit einem ebensolchen Kreuzchen bestecktes unziales M. Die Spitze begleiten rechts oben ein blaues Jagdhorn, links oben zwei schräggekreuzte blaue Hämmer.“ |

Das erste Gemeindewappen wurde Neuberg am 1. Dezember 1962 verliehen.
Die Neuverleihung des Gemeindewappens für die Fusionsgemeinde erfolgte mit Wirkung vom 10. März 2016.
Das Marienmonogramm findet sich im Stift. Das Jagdhorn weist auf die dann im Stift ansäßige gewesenen österreichischen Bundesforste, die Hämmer auf die seit jeher bestehenden Bergbaue.

## Persönlichkeiten

### Ehrenbürger der Gemeinde
- 1954: Fritz Matzner (1896–1972), Landeshauptmann-Stellvertreter[20]
- 1964: Helmut Horten (1909–1987), Unternehmer[20]
- Erwin Schrittwieser († 2019), Bürgermeister von Neuberg an der Mürz 1960–1975

### Söhne und Töchter der Gemeinde
- Ferdinand Ignaz Hinterleithner (1659–1710), Lautenist und Komponist
- August von Wintersberg (1817–1882), Montanist und Abgeordneter zum Österreichischen Abgeordnetenhaus
- Josef Gamsjäger (1904–1996), Angestellter, Beamter und Politiker
- Wilhelm Fuchs (1923–2020), Landwirt und Politiker
- Heinrich J. Pölzl (1925–2016), bildender Künstler, Kunstvermittler und -erzieher
- Herbert Schliefsteiner (1925–2009), Tiermaler, Ornithologe und Museumsgründer

### Personen mit Bezug zur Gemeinde
- Hannes Amesbauer (* 1981), Politiker (FPÖ), Mitglied des Nationalrates, Landtagsabgeordneter der Steiermark
- Hubert Holzer, Haubenkoch
- Viktor Kaplan (1876–1934), Ingenieur und Erfinder (ging in Neuberg zur Volksschule)
- Dieter Kinzer, Präsident der Steiermärkischen Notariatskammer[21]
- Josef Pillhofer (1921–2010), Bildhauer
- Friedrich Reisinger (* 1962), Politiker (ÖVP), Mitglied des Bundesrates, Landtagsabgeordneter der Steiermark
- Viktoria Schlapfer, Weltmeisterin (2012) im Eisstocksport

### Filme
- 2017: Die Kinder der Toten: Im Rahmen des Avantgardefestivals steirischer herbst wurde der Roman Die Kinder der Toten von Literaturnobelpreisträgerin Elfriede Jelinek in und um Neuberg von Kelly Copper und Pavol Liska verfilmt.[22]